# Ectatomma permagnum
Ectatomma permagnum is een mierensoort uit de onderfamilie van de Ectatomminae. De wetenschappelijke naam van de soort is voor het eerst geldig gepubliceerd in 1908 door Forel.